# Rio Ciocazeaua Radoşului
O Rio Ciocazeaua Radoşului é um rio da Romênia, afluente do Aniniş, localizado no distrito de Gorj.